# 連続信号
連続信号（英: Continuous signal）または連続時間信号（英: Continuous-time signal）は、実数値の定義域（通常、時間）の関数として表される変化する値（信号）である。その時間の関数は連続とは限らない。
連続信号が定義されている定義域は、有限の場合もそうでない場合もあり、定義域から信号の値への関数写像が存在する。実数の密度の法則に関連して、時間変数の連続性は、信号の値がどんな任意の時点についても見つかることを意味している。
無限持続信号の典型例は以下のようになる。
{\displaystyle f(t)=\sin(t),\quad t\in \mathbb {R} }
この信号の有限持続版は次のようになる。
{\displaystyle f(t)=\sin(t),\quad t\in [-\pi ,\pi ]} それ以外は {\displaystyle f(t)=0}
有限（または無限）持続信号の値は、有限とは限らない。例えば、
{\displaystyle f(t)={\frac {1}{t}},\quad t\in [0,1]} それ以外は {\displaystyle f(t)=0}
という有限持続信号は {\displaystyle t=0\,} のときに無限大となる。
多くの分野で、連続信号は常に有限の値となると仮定しており、例えば物理的信号ではその方が扱いやすい。用途によっては、任意の有限区間で可積分である限りにおいて、無限大の特異点を許容することもある（例えば、{\displaystyle t^{-1}} という信号は積分できないが、{\displaystyle t^{-2}} なら積分できる）。
アナログ信号は一般に連続である。そこから標本化すると離散信号になり、そこから量子化すると、デジタル信号処理で使われるデジタル信号が得られる。
連続信号を時間以外の独立変数について定義することもある。例えば、画像処理では2次元空間を独立変数とする連続信号を扱う。